# Castel Vaiolo
Il Castel Vaiolo era una castello nel comune di Arcidosso del quale rimangono solo poche rovine. 

## Storia
Il sito di Castel Vaiolo venne individuato nel 2005 sulla sommità di una collina rocciosa di circa 60 metri di lunghezza e 30 di larghezza sul crinale a est della frazione di Stribugliano, nel comune di Arcidosso, nei pressi della grotta di Buca dei Paladini. Gli scavi hanno confermato la ricchezza, l'importanza e la datazione dei resti materiali di questo antico castello che, secondo le fonti scritte, venne abbandonato prima del 1295.

## Scavi archeologici
Dagli scavi archeologici sono state recuperate le più antiche ceramiche del Monte Amiata oltre a un nucleo di castagne tostate, il più importante per quanto riguarda il medioevo toscano e italiano.
Tale ritrovamento, con oltre cento esemplari, è il più importante d'Italia per quanto riguarda il X secolo. Le castagne sono sbucciate e presentano evidenti segni di tostatura, che ne permetteva una lunga conservazione. Le castagne sono di forma ovaloide e dalle dimensioni risultano appartenere a due tipi distinti entrambi selvatici. Quelle più piccole sono larghe 13–14 mm, mentre quelle più grandi 17–19 mm. Le castagne amiatine del X secolo hanno dimensioni decisamente maggiori rispetto a quelle di altri contesti altomedievali. Ad esempio le castagne del VI secolo rinvenute a Brescia sono larghe 11–15 mm. Le antiche castagne di Castel vaiolo sono comunque molto più piccole delle attuali castagne del Monte Amiata.